# Daouda Jabi
Daouda Jabi est un footballeur international guinéen, né le 10 avril 1981 à Pelundo (Cacheu) en Guinée-Bissau. Il évolue au poste d'arrière droit.
Il a participé à deux Coupe d'Afrique des nations (2006 et 2008) avec l'équipe nationale Guinée.

## Biographie
Formé au RC Lens, il évolue ensuite avec l'équipe réserve et est finaliste du Championnat de France des réserves professionnelles 2000-2001.

## Statistiques

### Équipe nationale
- Première sélection en Équipe de Guinée le 5 septembre 2004 (Équipe de Guinée 4 - 0 Botswana)
- 25 sélections, un seul but en Équipe de Guinée
- Participation à la Coupe d'Afrique des nations 2006 (3 matchs)

### Clubs
| Saison                | Club                    | Championnat           | Championnat | Championnat | Coupe nationale | Coupe nationale | Coupe de la Ligue | Coupe de la Ligue | Compétition(s) continentale(s) | Compétition(s) continentale(s) | Compétition(s) continentale(s) | Total | Total |
| Saison                | Club                    | Division              | M.          | B.          | M.              | B.              | M.                | B.                | Comp.                          | M.                             | B.                             | M.    | B.    |
| 1998-1999             | USL Dunkerque           | CFA                   | 7           | 0           | 0               | 0               | -                 | -                 | -                              | -                              | -                              | 7     | 0     |
| 1999-2000             | USL Dunkerque           | CFA                   | 30          | 2           | 0               | 0               | -                 | -                 | -                              | -                              | -                              | 30    | 2     |
| 2000-2001             | RC Lens rés.            | CFA                   | 32          | 3           | 0               | 0               | -                 | -                 | -                              | -                              | -                              | 32    | 3     |
| 2001-2002             | RC Lens                 | L1                    | 2           | 0           | 0               | 0               | -                 | -                 | -                              | -                              | -                              | 2     | 0     |
| 2002-2003             | RC Lens                 | L1                    | 16          | 0           | 0               | 0               | -                 | -                 | C1+C3                          | 0                              | 0                              | 16    | 0     |
| 2003-2004             | RC Lens                 | L1                    | 19          | 0           | 0               | 0               | 2                 | 0                 | C3                             | 5                              | 0                              | 26    | 0     |
| 2004-2005             | RC Lens                 | L1                    | 3           | 0           | 0               | 0               | 0                 | 0                 | -                              | -                              | -                              | 3     | 0     |
| 2005-2006             | AC Ajaccio (prêt)       | L1                    | 31          | 0           | 0               | 0               | 2                 | 0                 | -                              | -                              | -                              | 33    | 0     |
| 2006-2007             | Grenoble Foot 38 (prêt) | L2                    | 0           | 0           | 0               | 0               | 0                 | 0                 | -                              | -                              | -                              | 0     | 0     |
| 2006-2007             | Kayseri Erciyesspor     | D1                    | 10          | 1           | 0               | 0               | -                 | -                 | -                              | -                              | -                              | 10    | 1     |
| 2007-2008             | Trabzonspor             | D1                    | 9           | 0           | 0               | 0               | -                 | -                 | -                              | -                              | -                              | 9     | 0     |
| Total sur la carrière | Total sur la carrière   | Total sur la carrière | 127         | 9           | 0               | 0               | 4                 | 0                 | -                              | 5                              | 0                              | 136   | 9     |

## Palmarès
- Championnat de France :
  - Vice-Champion : 2002